# Подстепновский сельсовет
Подстепновский сельсовет — муниципальное образование со статусом сельского поселения и административно-территориальное образование в Ребрихинском районе Алтайского края России. Административный центр — село Подстепное.

## Демография
По результатам Всероссийской переписи населения 2010 года, численность населения муниципального образования составила 974 человека, в том числе 456 мужчин и 518 женщин. Оценка Росстата на 1 января 2012 года — 941 человек.

## Населённые пункты
В состав сельского поселения входит один населённый пункт — село Подстепное.